# Cladocolea loniceroides
Cladocolea loniceroides là một loài thực vật có hoa trong họ Loranthaceae. Loài này được (Tiegh.) Kuijt mô tả khoa học đầu tiên năm 1975.